# 阿部彬名

阿部 彬名（あべ あきな、1980年4月15日 - ）は、日本の女性声優。東京都出身。旧名：阿部 幸恵（あべ さちえ）。2014年6月30日まではトリトリオフィスに所属していた。

## 出演

### テレビアニメ
2005年
- シュガシュガルーン（松田理香、桃花 他）
- SPEED GRAPHER（侍女1）
- ふしぎ星の☆ふたご姫（フーチーママ、女性客）
- ふたりはプリキュア Max Heart（御高倶女子中の生徒）

2006年
- RGBアドベンチャー（リュウ、ミス・サンセット）
- マージナルプリンス〜月桂樹の王子達〜（子供）

2007年
- 瀬戸の花嫁（幼い永澄）

2008年
- S・A〜スペシャル・エー〜（唯の母親）
- はっけん たいけん だいすき! しまじろう

2011年
- Fate/Zero（アサシン）

2012年
- パブー&モジーズ（マリー・マンティス）

2013年
- Fate/kaleid liner プリズマ☆イリヤ（アサシン）

2020年
- 呪術廻戦（女優）

### OVA
2009年
- 異世界の聖機師物語（コルディネ、レイア・セカンド）

2011年
- 合体ロボット アトランジャー（目黒翔太、オペレーターB）

### Webアニメ
- Fate/Grand Order 藤丸立香はわからない Season2（2024年、百貌のハサン）

### ゲーム
2005年
- 押忍!闘え!応援団（アンナ・リンドハースト）

2007年
- 燃えろ!熱血リズム魂 押忍!闘え!応援団2（アンナ・リンドハースト）

2012年
- とびたて!超時空トラぶる花札大作戦（アサシン）

2016年
- Fate/Grand Order（百貌のハサン）
- PRINCESS NIGHT（マルガレータ・フォン・ヴァルデック）

2017年
- パシャ★モン（サチエ）

2020年
- ATRI -My Dear Moments-（音声協力）

### 吹き替え

#### 映画
- アルティメット・サイクロン（ベイリー・ギナー〈ケイト・ボスワース〉）
- AIR/エア
- エニシング・イズ・ポッシブル
- L.A.スクワッド（アレクシス〈シンシア・カルモナ〉）
- オッペンハイマー（バーバラ・シュバリエ〈ブリット・カイル〉[6]）
- 俺たちホームズ&ワトソン（グレース・ハート〈レベッカ・ホール〉）
- ゴリラのアイヴァン（キャンディス・テイラー〈エレノア・マツウラ（英語版）〉）
- ザ・フォーリナー/復讐者（メアリー・ヘネシー〈オーラ・ブラディ〉）
- ジグソウ:ソウ・レガシー（エレノア〈ハンナ・エミリー・アンダーソン〉[7]）
- シニアイヤー（ステファニーの母）
- シング・フォー・ミー、ライル[8]
- 007/ノー・タイム・トゥ・ダイ（サイムズ〈プリヤンガ・バーフォード〉[9]）
- ナイトスイム（ケイ〈ナンシー・レネハン〉[10]）
- プー あくまのくまさん（ララ〈ナターシャ・トシーニ〉）
- ブリグズビー・ベア（エイプリル・ミッチャム〈ジェーン・アダムス〉）
- ブリムストーン（アン〈カリス・ファン・ハウテン〉）
- 星の王子 ニューヨークへ行く2（女性面接官）
- マダム・ウェブ[11]
- マトリックス レザレクションズ（妻[12]）
- モンタナの目撃者（アリソン〈メディナ・センゴア〉[13]）
- ラバーズ・アゲイン（エリン）
- リーサル・ストーム（トロイ・バレット〈ケイト・ボスワース〉[14]）

#### ドラマ
- I-Land 戦慄の島
- カウンターパート/暗躍する分身
- カササギ殺人事件
- 原潜ヴィジル 水面下の陰謀（エリン・ブラニング海軍少佐〈ロリータ・チャクラバーティ〉[15]）
- コッソンビ　二花院の秘密(妓楼「富営閣」(プヨンガク)の主人、ファリョン〈ハン・チェア〉[16]
- ザ・ウィドウ 〜真実を求めて〜（ジュディス〈アレックス・キングストン〉）
- 薔薇の名前（マルゲリータ〈グレタ・スカラーノ〉[17]）
- ロキ（司書）

#### アニメ
- ギレルモ・デル・トロのピノッキオ[18]
- トイ・ストーリー4（チェアロル・バーネット）
  - フォーキーのコレって何?（リブ・ティクルズ）
- 長ぐつをはいたネコと9つの命[19]

### ドラマCD
- Fate/Zero（アサシン）
- マジカノ（藤原宇宙）
- 月に狼（弟）